# (183403) Gal
Pour les articles homonymes, voir Gal.
(183403) Gal est un astéroïde de la ceinture principale.

## Description
(183403) Gal est un astéroïde de la ceinture principale. Il fut découvert le 11 décembre 2002 à l'observatoire d'Apache Point par le programme Sloan Digital Sky Survey. Il présente une orbite caractérisée par un demi-grand axe de 3,07 UA, une excentricité de 0,03 et une inclinaison de 10,4° par rapport à l'écliptique.

## Compléments